# Ватра и барут
Ватра и барут је четрнаести албум Здравка Чолића. Објављен је 2013. године.

## О албуму
Албум је сниман у Лондону, Загребу, Новом Месту и Београду. Текстове су писали Марина Туцаковић, Маја Сар, Момчило Бајагић, Антонија Шола… Аранжмане су радили Никша Братош, Војислав Аралица и Давид Вурдеља.
Праћен је спотовима за насловну нумеру, Есма, Што ти дадох и Зар се нисмо схватили.

## Песме
1. Есма
2. Ватра и барут
3. Што ти дадох
4. Сарајево
5. Љубити
6. Опуштено скроз
7. Шок, шок
8. Не говори ми да ме више не волиш
9. Слављеничка
10. Зар се нисмо схватили
11. Рио
12. Само причај

## Турнеја
Албум је промовисан у Задру, Београду, Златибору, Будви, Новом Саду, Сплиту, Врању, Зрењанину и Дубровнику...

## Топ листа
| Листа                     | Највиша позиција |
| ------------------------- | ---------------- |
| ХР топ 40 (страна музика) | 10               |